# Ajgeszat (Wagharszapat)
Ajgeszat – wieś w Armenii, w prowincji Armawir. W 2011 roku liczyła 1798 mieszkańców.